# Panasonic-Lumix-DMC-G-Reihe

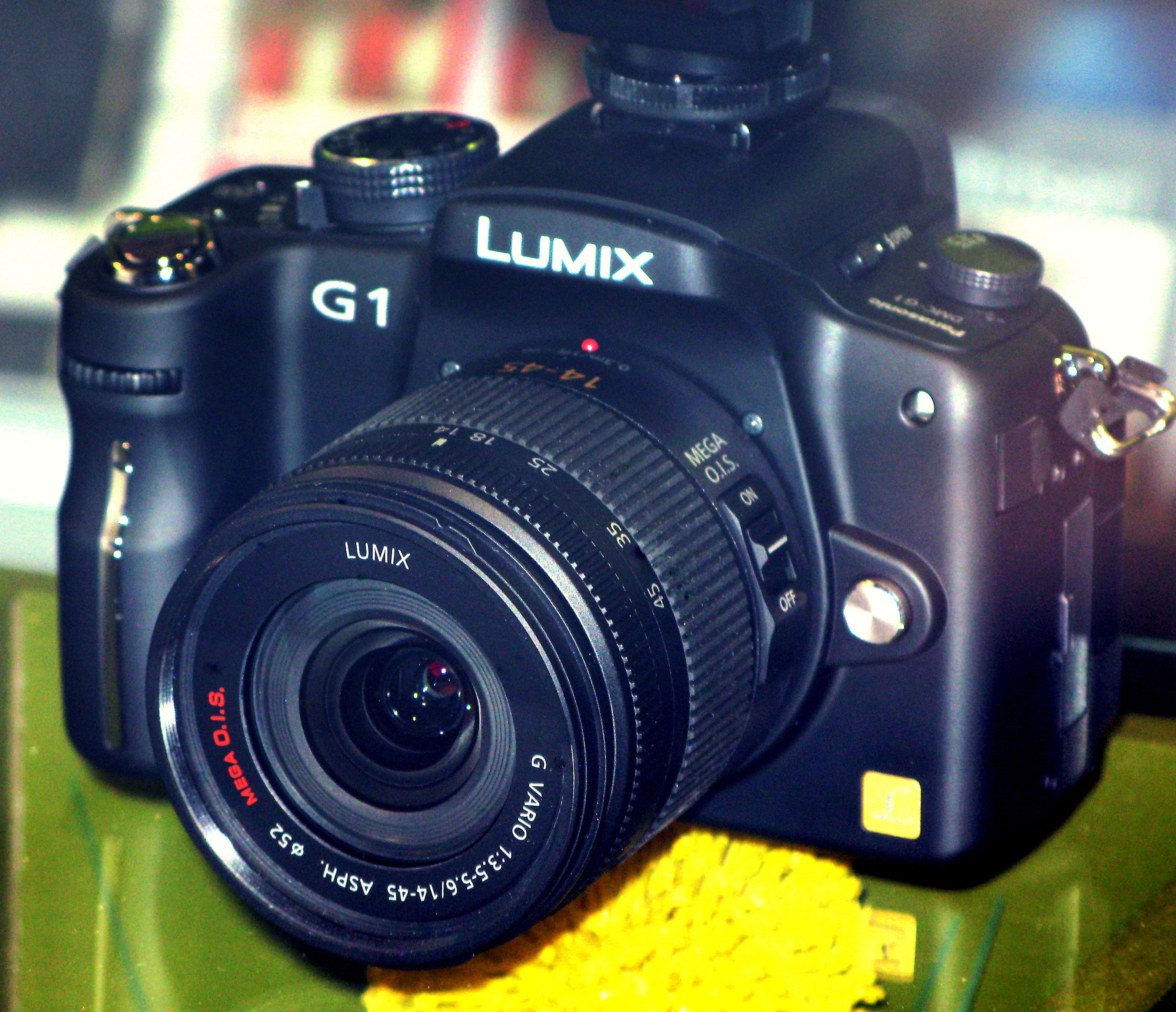
Panasonic Lumix DMC-G1 mit Standardzoomobjektiv 14-45 mm

Die Panasonic-Lumix-DMC-G-Reihe sind spiegellose Wechselobjektivkameras mit Sensoren im Micro-Four-Thirds-Standard, die als digitale  Systemkamera bezeichnet werden.
Das erste Kameragehäuse des digitalen Kamerasystems Micro Four Thirds war die Panasonic Lumix DMC-G1. Sie wurde im September 2008 vorgestellt.

## Lumix DMC-G1
Im Gegensatz zu digitalen Spiegelreflexkameras besitzt die DMC-G1 keinen optischen Sucher. Für die Bildgestaltung stehen dem Fotografen ein elektronischer Sucher (EVF) und ein 3-Zoll-LC-Display mit Dreh- und Schwenkmöglichkeit und Live-View zur Verfügung. Diese Art Kamera rechnet man inzwischen zu einer neuen Klasse, den so genannten DSLM-Kameras (engl. Digital, Single Lens, Mirrorless‚ Digital, ein Objektiv, spiegellos). Für die Autofokus-Einstellung verwendet die DMC-G1 ein Verfahren mit Kontrastmessung.

### Merkmale
- nach Micro-Four-Thirds-Standard
  - kein Spiegel, dadurch kompaktere Abmessungen als eine Spiegelreflexkamera
  - Objektiv wechselbar; durch das kleine Auflagemaß können viele Fremdobjektive problemlos adaptiert werden
  - Sensorgröße: 17.3 × 13 mm
- elektronischer Sucher mit 1,44 Mio. Pixel anstelle eines optischen Suchers
- dreh- und schwenkbares 3-Zoll-Display
- Ultraschall-Staubschutzfilter
- 12,1 Mio. Pixel Sensorauflösung
- keine Videofunktion

## Weiterentwicklungen
Die Micro-Four-Thirds-G-Serie der Lumix-Kameras von Panasonic wurde weiterentwickelt und in Untergruppen aufgeteilt:
- G-Serie (seit 2008): Modelle mit elektronischem Sucher und Ergonomie ähnlich zu kleinen Spiegelreflexkameras.
- GF-Serie (2011 bis 2015): kompakte Modelle ohne fest eingebauten Sucher
- GH-Serie (seit 2010): semi-professionelle Kameras mit elektronischem Sucher und hochaufgelösten Videofunktionen
- GM-Serie (2013 bis 2014): sehr kompakte Modelle, seit Ende 2013 auf dem Markt, GM1 ohne und GM5 mit integriertem Sucher
- GX-Serie (seit 2012): relativ kompakte Kameras mit guter Ausstattung, größtenteils mit integriertem, teilweise schwenkbarem Sucher

Vier Jahre nach dem Modell G1 wurden in der G-Serie das Nachfolgemodell Panasonic Lumix DMC-G5 und auf der Photokina mit der Panasonic Lumix DMC-GH3 vor allem mit Blick auf die Videotauglichkeit ein erheblich weiterentwickeltes Modell vorgestellt, dem 2014 wiederum das Modell Panasonic Lumix DMC-GH4 folgte. 2015 wurde in der GX-Reihe das zweite Modell mit schwenkbarem Sucher Panasonic Lumix DMC-GX8 auf den Markt gebracht, und im März 2018 das Kameragehäuse Panasonic Lumix DC-GX9.